# Simone Greiner-Petter-Memm
Simone Greiner-Petter-Memm (Jena, 15 settembre 1967) è un'ex sciatrice nordica tedesca attiva sia nello sci di fondo sia nel biathlon, specialità nella quale colse i maggiori successi, vincitrice di varie medaglie olimpiche e iridate. Agli inizi della carriera, prima della riunificazione tedesca (1990), gareggiò per la nazionale tedesca orientale.
È moglie del combinatista nordico Silvio Memm, a sua volta sciatore nordico di alto livello.

## Biografia
In Coppa del Mondo di sci di fondo ottenne il primo risultato di rilievo il 20 febbraio 1987 a Oberstdorf (15ª), il primo podio il 13 dicembre successivo a La Clusaz (3ª) e l'unica vittoria il 15 gennaio 1988 a Dobbiaco.
Dal 1992 si dedicò prevalentemente al biathlon; in Coppa del Mondo di biathlon esordì quello stesso anno a Pokljuka (47ª), ottenne il primo podio nel 1993 a Bad Gastein (3ª) e la prima vittoria nel 1994 a Pokljuka/Bad Gastein.
In carriera prese parte a due edizioni dei Giochi olimpici invernali, Calgary 1988 (gareggiando nel fondo: 21ª nella 10 km, 15ª nella 20 km, 5ª nella staffetta) e Lillehammer 1994 (gareggiando nel biathlon: 8ª nella sprint, 36ª nell'individuale, 2ª nella staffetta), a una dei Campionati mondiali di sci nordico, Oberstdorf 1987 (4ª nella staffetta il miglior risultato), e a cinque dei Campionati mondiali di biathlon, vincendo sei medaglie.

## Palmarès

### Biathlon

#### Olimpiadi
- 1 medaglia:
  - 1 argento (staffetta[2] a Lillehammer 1994)

#### Mondiali
- 6 medaglie:
  - 5 ori (staffetta[2] ad Anterselva 1995; staffetta[2], gara a squadre[2] a Ruhpolding 1996; staffetta[2] a Osrblie 1997; staffetta[2] a Kontiolahti/Oslo 1999)
  - 1 argento (gara a squadre[2] ad Anterselva 1995)

#### Coppa del Mondo
- Miglior piazzamento in classifica generale: 3ª nel 1997
- 21 podi (14 individuali, 7 a squadre[3]), oltre a quelli conquistati in sede olimpica e iridata e validi anche ai fini della Coppa del Mondo:
  - 6 vittorie (4 individuali, 2 a squadre)
  - 11 secondi posti (7 individuali, 4 a squadre)
  - 4 terzi posti (3 individuali, 1 a squadre)

##### Coppa del Mondo - vittorie
| Data             | Località             | Nazione          | Spec.                                                |
| ---------------- | -------------------- | ---------------- | ---------------------------------------------------- |
| 16 dicembre 1994 | Pokljuka Bad Gastein | Slovenia Austria | SP                                                   |
| 14 marzo 1996    | Hochfilzen           | Austria          | IN                                                   |
| 1º dicembre 1996 | Lillehammer          | Norvegia         | PU                                                   |
| 17 dicembre 1998 | Osrblie              | Slovacchia       | RL (con Uschi Disl, Katrin Apel e Martina Zellner)   |
| 19 dicembre 1998 | Osrblie              | Slovacchia       | SP                                                   |
| 10 gennaio 1999  | Oberhof              | Germania         | RL (con Uschi Disl, Andrea Henkel e Martina Zellner) |

Legenda:

IN = individuale

SP = sprint

PU = inseguimento

RL = staffetta

### Sci di fondo

#### Coppa del Mondo
- Miglior piazzamento in classifica generale: 8ª nel 1988
- 2 podi (entrambi individuali[4]):
  - 1 vittoria
  - 1 terzo posto

##### Coppa del Mondo - vittorie
| Data            | Località | Nazione | Spec.    |
| --------------- | -------- | ------- | -------- |
| 15 gennaio 1988 | Dobbiaco | Italia  | 20 km TL |

Legenda:

TL = tecnica libera